# Kościół Świętego Andrzeja w Kolonii

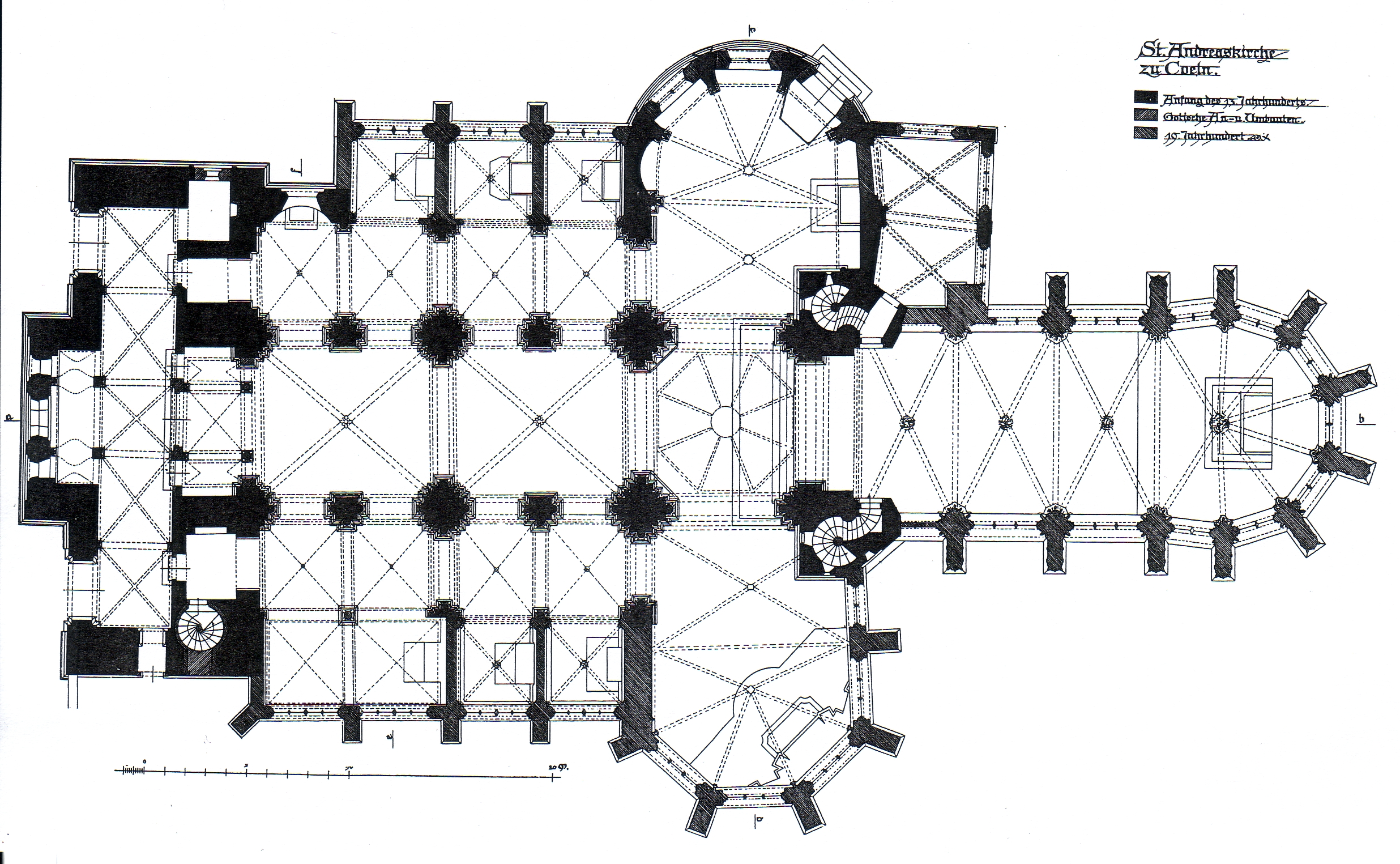
Rzut przyziemia kościoła

Kościół Świętego Andrzeja (niem St. Andreas Kirche) – jeden z dwunastu romańskich kościołów w Kolonii, położony na terenie historycznego Starego Miasta (obecnie Altstadt-Nord) nieopodal katedry. Należąca do dominikanów świątynia stanowi syntezę stylów romańskiego i gotyckiego. 

## Historia
Położony w cieniu katedry św. Piotra i NMP kościół św. Andrzeja ma odległą metrykę. Panujący w latach (871–889) arcybiskup Willibert polecił wznieść kościół, który w roku 923 za panowania abp Hermanna I (889–926) wszedł w skład żeńskiego konwentu zakonnego. W X wieku za czasów abp Brunona (953–965) oraz Gero (969–976) wzniesiono nowy kościół poświęcony św. Andrzejowi. Około połowy XI wieku kościół rozbudowano. Otrzymał on transept i trójnawową kryptę, ponad nią wzniesiono prezbiterium zamknięte absydą. W takim stanie dotrwał do przełomu XII i XIII stulecia. W dobie panowania Hohenstaufów świątynię przebudowano w stylu późnoromańskim. Z tej przebudowy do dziś zachowała się część zachodnia i trójnawowy korpus nawowy. 
W XIV wieku wzniesiono szereg gotyckich kaplic, z zachowanymi do dziś malowidłami ściennymi. W XV wieku przebudowano prezbiterium na wzór chóru katedry w Akwizgranie. Formy te powtórzono podczas przebudowy transeptu. Na skrzyżowaniu naw powstała ośmioboczna wieża nakryta dachem falistym. W XIX wieku kościół przeszedł konserwację, przy czym wyburzono znaczną część zabudowań klasztornych w tym krużganki. Po odbudowie ze zniszczeń wojennych (szczęśliwie ocalała gotycka polichromia w kaplicach) w 1947 roku kościół został przekazany dominikanom. W 1954 w krypcie wtórnie pogrzebano dominikanina św. Alberta Wielkiego (ok. 1200–1280, kanonizowany w 1931) – jednego z najważniejszych przedstawicieli średniowiecznej filozofii i teologii. 15 listopada 1980 w 700. rocznicę śmierci Alberta Wielkiego kościół nawiedził papież Jan Paweł II.

## Architektura
Obecny kościół składa się z romańskiej części zachodniej – masywu zachodniego i trójnawowego korpusu nawowego z czasów Hohenstaufów o dwóch przęsłach zbudowanych zgodnie z systemem wiązanym (jednemu przęsłu nawy głównej podporządkowane są dwa w nawie bocznej) oraz gotyckiej części wschodniej – trójprzęsłowego prezbiterium zamkniętego poligonalnie, poprzedzonego transeptem, którego ramiona zamknięte są wielobocznie. Przy północnym ramieniu transeptu i obu nawach bocznych XIV-wieczne kwadratowe w planie kaplice. 

## Wystrój wnętrza
Ściany kaplic bocznych zdobi duży zespół polichromii pochodzącej z XIV wieku. Malowidła te poświęcone są tematyce maryjnej. W północnej kaplicy został przedstawiony szeregowo cykl wydarzeń z życia Marii, treść została wzbogacona o wątki hagiograficzne patronów Kolonii – świętych Gereona i Urszuli. W sąsiedniej kaplicy malowidło z wizerunkiem św. Krzysztofa. Kaplicę w południowo-wschodniej części kościoła zdobi monumentalne malowidło ilustrujące Koronację NMP, po bokach wizerunki świętych apostołów Piotra i Pawła.
W północnym ramieniu transeptu zachowała się XIV wieczna Pietà pochodząca z dawnego zburzonego w XIX wieku kościoła dominikanów pw. Świętego Krzyża. Dzieło to jest świadectwem wpływów XIV-wiecznej myśli mistycznej, wyrażającej współcierpienie z Chrystusem. W kaplicy w południowo-zachodniej części kościoła znajduje się późnogotycki ołtarz Marii Różańcowej, ufundowany przez przeora dominikańskiego Jakoba Sprengera i namalowany ok. 1500/1510 przez Mistrza Świętego Seweryna jednego z reprezentantów tzw. szkoły kolońskiej. W sąsiedniej kaplicy tryptyk Ukrzyżowania pędzla Bartholomäusa Bruyna Starszego. Późnogotycką rzeźbę z początku XVI stulecia reprezentują pełnoplastyczne figury świętych Krzysztofa oraz Archanioła Michała.
W prezbiterium, późnogotyckie drewniane stalle z 1430 roku oraz renesansowe sakramentarium z rzeźbionymi wizerunkami świętych Andrzeja i Mateusza oraz sceną Ostatniej Wieczerzy.
W południowym ramieniu transeptu późnogotycki złocony relikwiarz w typie domkowym, kryjący szczątki Machabeuszy, pochodzący ze zburzonego w XIX wieku kościoła pod tym wezwaniem. Na ściankach płaskorzeźbione sceny z męczeństwa Machabeuszy i Pasji Chrystusa, na dachu figurki Czterech Ewangelistów zaś w narożach Chrystusa, Heleny, Marii i nieznanego kapłana. Wewnątrz masywu zachodniego XVI wieczna studzienka do której według legendy przelano krew Jedenastu Tysięcy Dziewic, które (wraz ze św. Urszulą) zginęły z rąk Hunów pod Kolonią w drodze do Rzymu.

## Dzwony
Zawieszone na wieży cztery dzwony, odlane zostały w 1955 przez Hansa Hüeskera (w ludwisarni Petit & Gebr. Edelbrock) w Gescher. Dyspozycja dźwięków jest zgodna z tetrachordem w średniowiecznej skali doryckiej.
| Lp. | Nazwa           | Średnica (mm) | Masa (kg) | Dźwięk (16tel) | Inskrypcje |
| 1   | Albertus Magnus | 1389          | 1650      | d1 +2          | „O clara lux Coloniae! Alberte doctor optime Thomae magister inclyte. Hymni tributu suscipe Colonia Agrippina“                                      |
| 2   | Christus        | 1224          | 1100      | e1 +3          | „Te nationum praesides. Honore tollant publico. Colant magistri judices. Leges et artes exprimant. Ordo exquestis Sancti Sepulcri hierosolymnitani“ |
| 3   | Maria           | 1155          | 900       | f1 +2          | „Venite gentes carpite. Ex his rosas mysteriis et pulchri amoris inclytae. Matri coronas nectite devotae tibi Agrippinenses“                        |
| 4   | Andrzej         | 1025          | 650       | g1 +3          | „Andrea Christi famulo. Digni die apostolo germano fratri principis. Passionique socio parochia ad Sanctum Andream“                                 |